# Хосейнабад (Альборз)
Хосейнабад (перс. حسینآباد‎) — село на севере Ирана, в остане Альборз. Входит в состав шахрестана Назарабад. Является частью дехестана (сельского округа) Танкеман бахша Танкеман.

## География
Село находится на западе центральной части Альборза, к югу от гор Эльбурс, на расстоянии приблизительно 20 километров к западу от Кереджа, административного центра провинции. Абсолютная высота — 1205 метров над уровнем моря.

## Население
По данным переписи 2006 года население села составляло 261 человек (130 мужчин и 131 женщина). В Хосейнабаде насчитывалось 60 домохозяйств. Уровень грамотности населения составлял 77,01 %. Уровень грамотности среди мужчин составлял 81,54 %, среди женщин — 72,52 %.